# Francisco Pujol

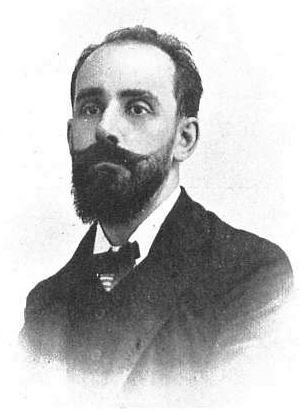
Francesc Pujol

Francesc Pujol i Pons (Barcelona, 15 de mayo de 1878-Barcelona, 24 de diciembre de 1945) fue un musicólogo y compositor de música catalán. Compuso música para piano, danzas sobre temas folclóricos para cobla, música coral de temática tanto profana como religiosa y unas cuarenta sardanas. Fue maestro de capilla de la Basílica de la Merced y de la Iglesia de San Felipe Neri.

## Biografía

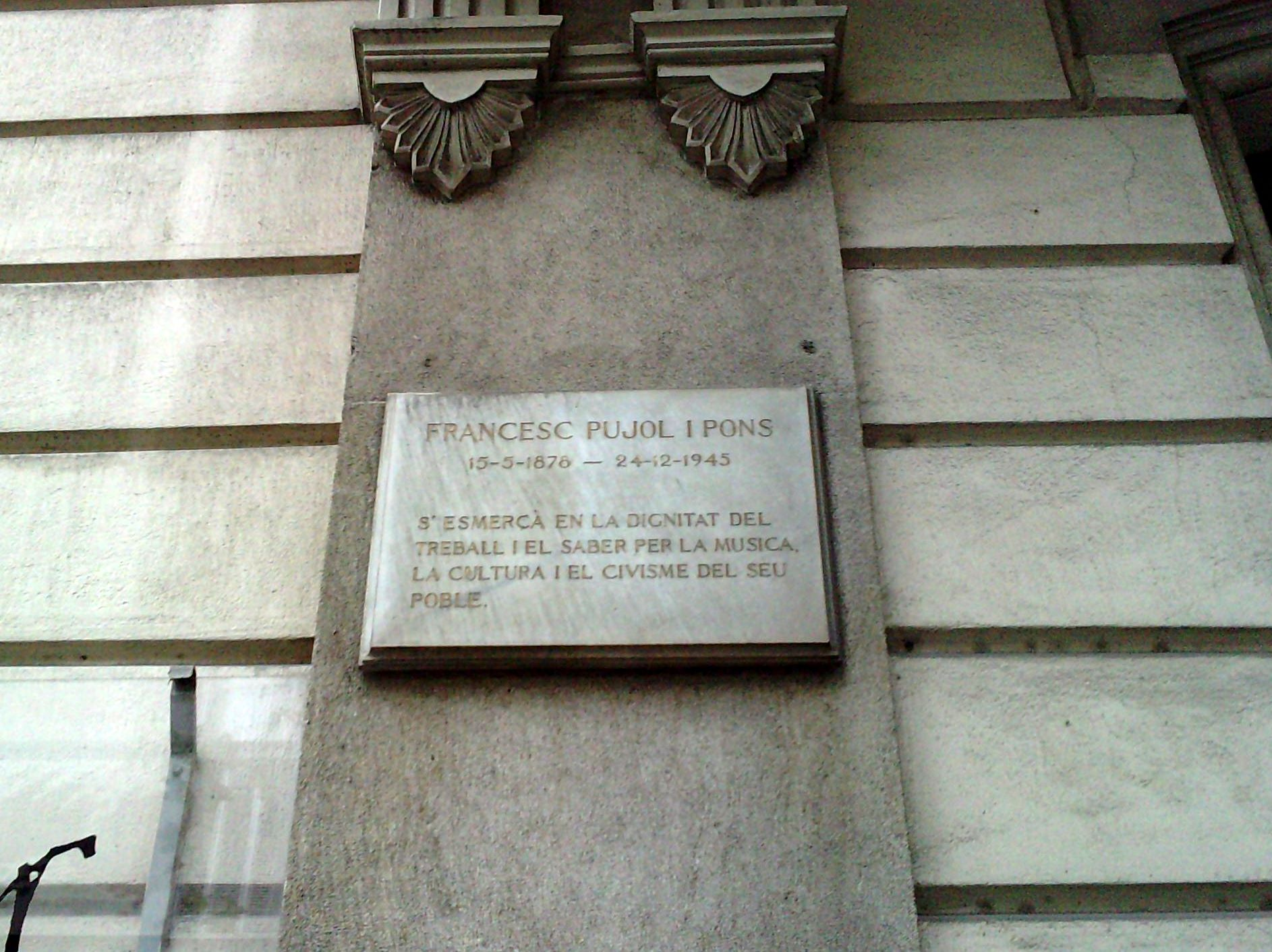
Placa en homenaje a Francisco Pujol en el barrio del Ensanche de Barcelona (España)

Estudió en el Conservatorio del Liceo de Barcelona, estudiando con Font i Buyé y Lluís Millet. En 1897 ingresó en el Orfeón Catalán como corista y dedicó la mayor parte de su vida a esta institución. En 1900 fue nombrado profesor auxiliar y poco después subdirector. En 1941, sucedió a Millet como director, tras su muerte. De 1916 a 1923 fue fundador y director de la Asociación de Amigos de la Música y de su orquesta. Dio numerosos conciertos de obras de Richard Strauss, de Béla Bartók y de Gustav Mahler. Fue maestro de capilla auxiliar de la iglesia de San Felipe Neri y presidió la sección barcelonesa de la Sociedad Internacional de Música Contemporánea. Fue subpresidente de la Hermandad de Orfeones de Cataluña y dirigió ocasionalmente varias formaciones catalanas como la Orquesta Pau Casals, la Cobla Barcelona, La Principal de La Bisbal o La Principal de Peralada.
Colaborando con Joan Amades, en 1936 escribió el Diccionari de la dansa, dels entremesos i dels instruments de música i sonadors (Diccionario de la danza, de los entremeses y de los instrumentos de música y sonadores). Colaborador de la Revista Musical Catalana y de La Veu de Catalunya (La voz de Cataluña), Pujol ha sido uno de los creadores del repertorio coral catalán. 
Una parte del fondo de Francisco Pujol se conserva en la Biblioteca de Cataluña.